# Сероспинная флейтовая птица
Сероспинная флейтовая птица (лат. Cracticus torquatus) — вид певчих птиц из семейства ласточковых сорокопутов. Выделяют три подвида. Эндемик Австралии.

## Описание
Сероспинная флейтовая птица достигает длины 27—30 см и массы от 68 до 99 г. Голова и хвост чёрные, спина серая, на крыльях и шее пятна, нижняя сторона и вершина хвоста окрашены в белый цвет. Сильный клюв имеет крючковатую вершину; кончик клюва имеет небольшой крючок, направленный вниз.
И самцы, и самки похожи по внешнему виду, но самка немного меньше по размеру.

## Распространение
Сероспинная флейтовая птица живёт в лесах в дальних частях Австралии за исключением пустынных регионов.

## Поведение
Эта агрессивная птица охотится из засады с дерева на насекомых, рептилий, грызунов и мелких птиц. Добыча накалывается на шипы или в развилины, чтобы её лучше измельчить или сохранить. Плоды и семена также входят в рацион.

## Размножение
Обычно размножается отдельными территориальными парами с июля по январь. В чашеобразном гнезде, выложенное травой и другими мягкими волокнами и построенном в развилине из веток и листьев, самка высиживает от 3 до 5 яиц примерно 25 дней. Оба родителя кормят молодых птиц примерно 4 недели. Они часто остаются ещё на год или дольше с родителями и помогают в выкармливании следующего выводка.

## Подвиды
Международный союз орнитологов выделяет 3 подвида:
- C. t. cinereus — реликт острова Тасмании
- C. t. leucopterus — от западных до восточных берегов Австралии
- C. t. torquatus — юго-восток Австралии